# Grivița (Vaslui)
Grivița è un villaggio della Romania nel distretto di Vaslui. Contiene il Villaggio Trestiana, molto vicino a Barlad .